# موريس إم. ميليغان
موريس إم. ميليغان (بالإنجليزية: Maurice M. Milligan)‏ هو قاضي ومحامي أمريكي، ولد في 23 نوفمبر 1884، وتوفي في 19 يونيو 1959.